# Мошанов, Стойчо
Стойчо Стефанов Мошанов (25 мая 1892, Дряново — 10 января 1975, София) — болгарский политический деятель, председатель 24-го обыкновенного Народного собрания (1938—1939).

## Политик
Племянник премьер-министра Болгарии в 1931—1934 Николы Мушанова. Окончил юридический факультет в Экс-ан-Провансе (Франция).
В 1912—1913 участвовал в качестве офицера в Балканских войнах, затем — в Первой мировой войне. Деятель Демократической партии (одним из лидеров которой был Никола Мушанов), в 1919 вошёл в состав её Высшего партийного совета. В 1920—1923 участвовал в деятельности Военного союза, находившегося в оппозиции к правительству Александра Стамболийского. В 1923—1934 — депутат 21-го, 22-го, 23-го обыкновенного Народного собрания. Был в числе членов Демократической партии, вошедших в состав правой политической организации «Демократический сговор», находившейся у власти в 1923—1931. В 1932 вошёл в состав правого Национального социального движения, возглавлявшегося Александром Цанковым. Масон, англофил.
В 1934—1935 — директор труда. С 21 апреля по 23 ноября 1935 — министр народного хозяйства в правительстве Андрея Тошева (политика, близкого к царю Борису III), с 15 по 23 ноября 1935, одновременно, был управляющим министерством финансов в этом же правительстве. В 1938—1939 — депутат и председатель 24-го обыкновенного Народного собрания. В 1939 посетил с дипломатической миссией Лондон и Париж. В 1939—1944 был близок к легальной оппозиции правительству, выступая при этом против Отечественного фронта, значительную роль в котором играли коммунисты.

## Тайная миссия в Анкару и Каир
Пользовался доверием Ивана Багрянова, который, став премьер-министром 1 июня 1944, уже 19 июля поручил ему установить неофициальные контакты с представителями США и Великобритании с тем, чтобы обсудить условия выхода Болгарии из Второй мировой войны. 16 августа в Анкаре Мошанов встретился с английским посланником в Турции Хью Нэтчбуллом-Хьюджессеном (с которым был знаком ещё до вступления Болгарии в войну), с которым провёл предварительные консультации.
Выход Румынии из войны заставил болгарские власти, опасавшиеся приближения к границам их страны советских войск, ускорить переговорный процесс. 30 августа Мошанов провёл встречу в Анкаре с американским военным атташе, получив от него предварительные условия перемирия. В тот же день он вылетел в Каир в качестве главы болгарской делегации (в её состав входил также представитель вооружённых сил полковник Желязков) для проведения тайных переговоров с официальными представителями США и Великобритании. 1 сентября состоялось первое заседание, а уже на следующий день в Болгарии было сформировано новое правительство Константина Муравиева, полномочия от которого Мошанов получил 5 сентября. В тот же день СССР объявил войну Болгарии и переговоры в данном формате (без участия СССР) стали невозможны. 9 сентября правительство Муравиева было свергнутопросоветскими силами, и миссия Мошанова полностью потеряла смысл. Он вернулся в Софию 24 сентября.

## Жизнь при коммунистическом режиме
В 1945—1947 Мошанов принимал участие в деятельности возобновлённой Демократической партии, вплоть до её роспуска. В октябре 1947 был отправлен в ссылку в Тырговиште, в 1949 заключён в лагерь Белене, где находился до 1954. В апреле 1954 приговорён к трём годам лишения свободы. По решению ЦК Болгарской компартии приговор был пересмотрен как слишком мягкий — в результате Мошанов был приговорён к 12 годам лишения свободы. В 1959 освобождён, в 1990 — реабилитирован.
Автор книг «Внешняя политика Демократической партии» (1946), «Моя миссия в Каир» (1991), «Мемуары» (рукопись находится в архиве Болгарской академии наук).